# Liste d'explorateurs néerlandais

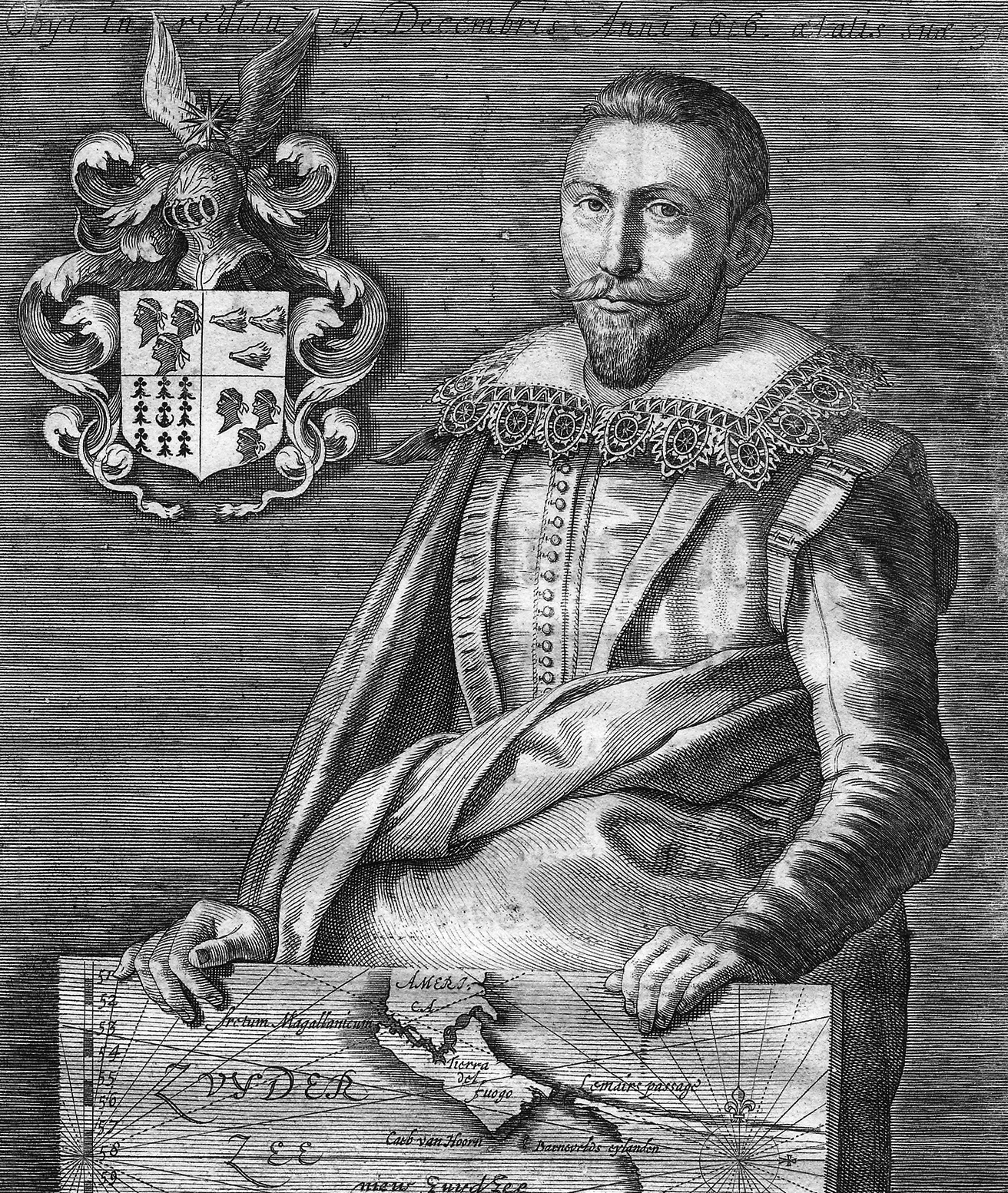

## B
- Willem Barents, (v. 1550-1597), a exploré l'océan Arctique, découvert le Spitzberg et la Nouvelle-Zemble. Il a donné son nom à la Mer de Barents
- Adriaen Block, 1567-1627) navigateur et trafiquant de fourrures; il explore le littoral du New Jersey et du Massachusetts
- Hendrik Brouwer, 1581-1643, gouverneur général des Indes orientales néerlandaises, initie la route maritime dite de Brouwer qui va du cap de Bonne-Espérance à Java

## C
- Jan Carstenszoon, (?) au XVIIe siècle, explore les côtes de Nouvelle-Guinée et d'Australie
- Arent van Corlaer, 1619-1667, fondateur de Schenectady, explore le territoire huron et iroquois pour le coloniser

## D
- Antonio van Diemen, 1593-1645, Gouverneur général des Indes orientales néerlandaises, promoteur de l'exploration des terres australes. Son nom est donné à la Terre de van Diemen qui en 1856 devient la Tasmanie.

## E
- Johan Eilerts de Haan, 1865-1910, militaire, cartographe et explorateur, remonte le fleuve Suriname (Suriname).  Son nom a été donné aux monts Eilerts de Haan, au Surinam (3° N 56.1666667° O).
- Barent Eriksz, ?, commerçant, explore les possibilités de comptoirs en Afrique de l'ouest à partir de 1590.

## G
- Dirck Gerritsz, ?, corsaire, passe le détroit de Magellan et serait descendu jusqu'au 64° de latitude sud

## H
- Dirck Hartog, 1580—1621, explore la côte ouest de l'Australie
- Jacob van Heemskerck, 1567-1607, navigateur et explorateur, Spitzberg, Nouvelle-Zemble, Mer de Kara
- Cornelis de Houtman, 1565-1599, explorateur, son nom est associé à la route des épices
- Frederick de Houtman, 1571-1625, frère du précédent, explorateur, Madagascar, Malaisie, Indonésie

## J
- Willem Janszoon, 1570-1630, explore le golfe de Carpentarie en 1605.

## L
- Jan Huygen van Linschoten, 1563-1611, marchand hollandais, célèbre pour s'être emparé du secret des cartes de navigation portugaises indiquant les routes maritimes entre l'Europe et l'Inde, la Chine et le Japon, et les avoir publiées.

## M
- Jacques Mahu, (mort en 1598), explorateur, passe le détroit de Magellan en 1599 en route vers le Japon. Il ne reviendra pas de cette expédition.
- Jacob Le Maire, (1585-1616), a découvert le cap Horn.
- Pieter de Marees, commerçant, récit de voyage en Guinée (1601) et au Bénin.
- Cornelis de Meyer, commerçant, en 1565 il accompagne une expédition commerciale en Russie

## N
- Cornelis Nay (XVIe-XVIIe), navigateur et explorateur, tente de découvrir le Passage du Nord-Est
- Jan Nieuhof, 1618-1671, a exploré la Chine, l'Indonésie et la Cochinchine.
- Olivier van Noort, 1558-1627, premier Néerlandais à effectuer une circumnavigation.

## P
- François Pelsaert, 1593-1630, son nom est associé à l'épisode de la mutinerie du Batavia au large des côtes ouest de l'Australie en 1629
- Samuel van der Putte, 1690-1745, explorateur, Tibet, Chine, Indonésie

## Q
- Matthijs Quast, ?-1641, explorateur, explore l'océan Pacifique (Iwo Jima)

## R
- Jan Corneliszoon Rijp, accompagne Jacob van Heemskerck et Willem Barents en 1596
- Jacob Roggeveen, 1659-1729, découvre l'île de Pâques en 1722 ainsi Maupiti et Bora bora
- Dierick Ruiter, navigateur, publie en 1623 une description des côtes de part et d'autre de l'océan Atlantique
- Johann Ruysch, 1460?-1533, cartographe, a peut-être accompagné l'expédition de John Cabot vers Terre-neuve en 1497.

## S
- Simon van Salingen, ?-1565, comptable, son nom est associé au commerce avec la Russie, notamment la Péninsule de Kola
- Willem Schouten, 1567 ?-1625, explore les côtes de la Nouvelle-Guinée et donne son nom aux îles Schouten
- Joris van Spilbergen, 1568-1620, navigateur, Afrique, Sri Lanka, détroit de Magellan, Californie, circumnavigation
- Simon van der Stel, 1639-1712, premier gouverneur de la colonie néerlandaise du Cap en Afrique du Sud

## T
- Abel Tasman, 1603-1659, a exploré les côtes de l'Australie septentrionale et découvert la Tasmanie, la Nouvelle-Zélande et les îles Fidji.
- François Thijssen
- Alexine Tinne

## V
- François Valentijn, 1666-1727, explore Java, Sumatra, les îles Moluques, Banda, Timor, Sulawesi et Bali, la Chine, le Cambodge, le Siam, l'Inde et Ceylan
- Gerrit de Veer
- Willem de Vlamingh
- Maarten Vries

## W
- Sebald de Weert
- Philips Winterkoning

## Z
- Cornelis Gijsbertsz Zorgdrager, c. 1650-?, explore le Groenland, l'Islande, le Spitzberg, la Nouvelle-Zemble, l'île Jan Mayen, le détroit de Davis